# حزب مؤتلفه اسلامی
حزب مؤتلفه اسلامی (نام‌های پیشین: جمعیّت مؤتلفه اسلامی و هیئت‌های مؤتلفه اسلامی)
یک حزب سیاسی–مذهبی در ایران است که در خرداد سال ۱۳۴۲ از ائتلاف ۳ هیئت مذهبی بنام‌های؛ هیئت مسجد امین الدوله، هیئت مسجد شیخ‌علی و هیئت اصفهانی‌ها، با پیروی از سید روح‌الله خمینی شکل گرفت. این تشکل به جناح راست حکومت جمهوری اسلامی و اصول‌گرایان سنتی تمایل دارد و در محیط سیاسی ایران، قشر «افراطیون مذهبی» را نمایندگی می‌کند. این حزب همچنین تأسیساتی را از بودجه کشور نظیر نهاد مدرسه اسلامی و جامعة المصطفی العالمیه نیز فعالیت می‌کند.
هیئت‌های مؤتلفه در زمان ایجاد به شدت تحت تأثیر اندیشه‌های سید روح‌الله خمینی بودند و برای نخستین بار، در تظاهرات ۱۵ خرداد ۱۳۴۲ و ترور حسنعلی منصور (هفتادمین نخست وزیر ایران)، نقش ایفا کردند و در انقلاب ۵۷ نیز، علیه سلطنت پهلوی فعالیت نمودند. پس از پیروزی انقلاب و تشکیل نظام جمهوری اسلامی، به منسجم‌ترین نیروی سیاسی جناح راست بدل شدند و یکی از پرنفوذترین جناح‌ها در حزب جمهوری اسلامی بشمار می‌آمدند. که دستِ‌کم تا پایان دهه نخست انقلاب، این جایگاه را حفظ نمودند. در سال ۱۳۶۶ در پی انحلال حزب جمهوری اسلامی، حزب موتلفه اسلامی به عنوان یک حزب مستقل به فعالیت ادامه داد.
از افراد سرشناس این حزب می‌توان به مرتضی مطهری، سید محمد بهشتی، محمدعلی رجایی، سید علی اندرزگو، محمدجواد باهنر، حبیب‌الله عسگراولادی، حسن عباسپور، اسدالله بادامچیان، محمد خرسند، محمدنبی حبیبی، سید اسدالله لاجوردی، علاءالدین میرمحمدصادقی، سید مصطفی میرسلیم، جعفر شجونی، حسن غفوری‌فرد و محسن رفیق‌دوست اشاره نمود.

## مؤتلفه بازار
بخشی از هیئت مؤتلفه در فعالیت‌های تجاری شرکت می‌کند و بازار را در دست دارد و به نام موتلفهٔ بازار یا بخش اصناف جمعیت موتلفه در بازار تهران شناخته می‌شود و قوی‌ترین شاخه موتلفه‌است. هر چند موتلفه در زمینه سیاسی دولت‌گرا است ولی از نظر اقتصادی مخالف کنترل کامل وزارت بازرگانی و وزارت امور اقتصادی و دارایی بر همه فعالیت‌های تجاری و مبادلات اقتصادی می‌باشد.
انجمن جامعه اسلامی بازار و اصناف از تشکل‌های اسلامی همسو با موتلفه است.

## ارتباط موتلفه و فدائیان اسلام

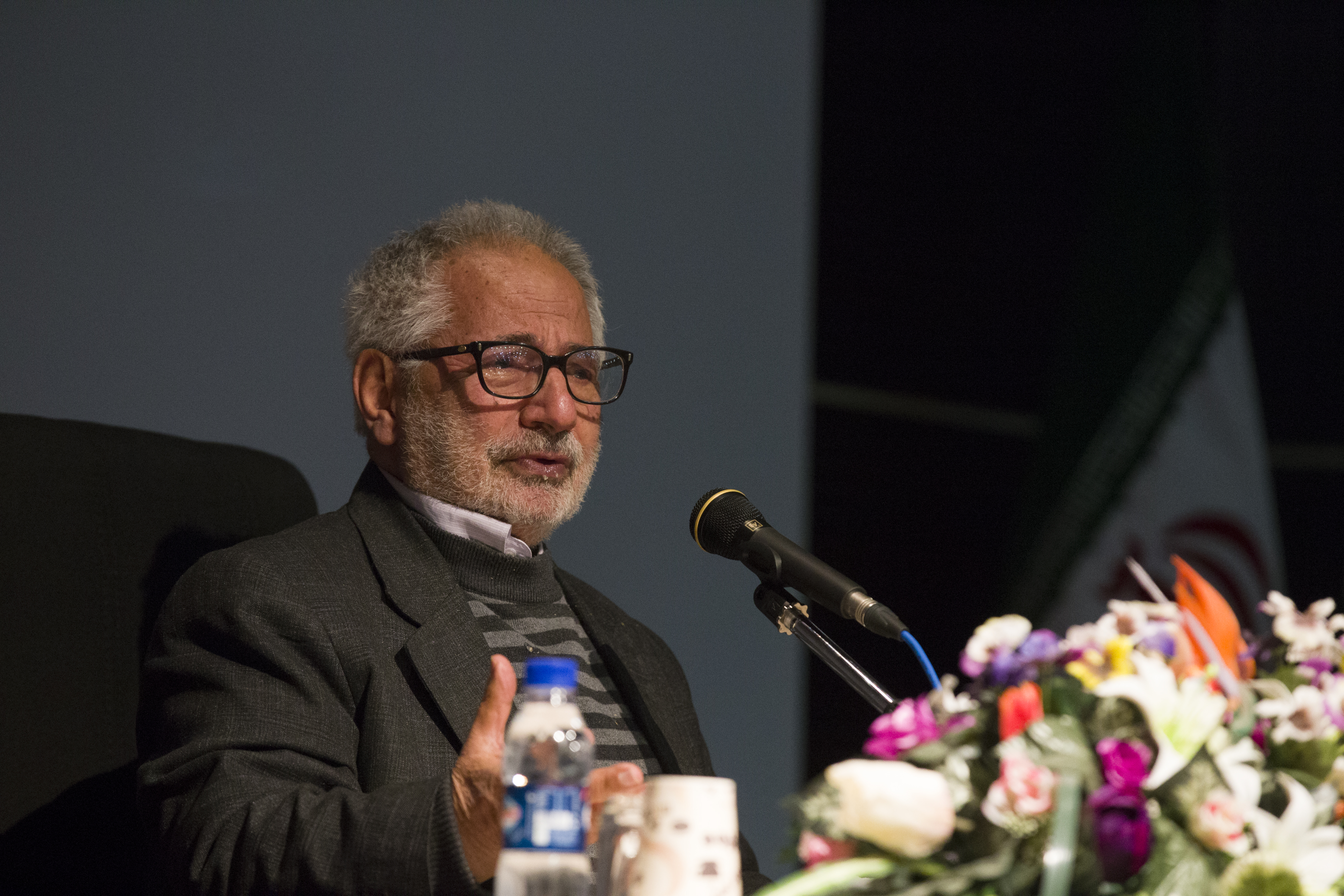
مهدی عبدخدایی دبیر کل و از بازماندگان گروه فدائیان اسلام در حال سخنرانی (ساختمان مرکزی شهرداری شهر قم)

الگوی رفتاری و فکری هیئت‌های مؤتلفه اسلامی، بیش از هر چیز منبعث از گروه فدائیان اسلام به رهبری نواب صفوی بود چنان‌که حتی برخی از اعضای موتلفه از جمله مهدی عراقی، از جمله فعالین جمعیت فداییان اسلام به حساب می‌آمدند و متناسب با شرایط و اوضاع و احوال سیاسی ـ اجتماعی رژیم، اقدامات متفاوتی در دستور کار قرار می‌دادند. محمدمهدی عبدخدایی از بازماندگان نسل نخست فداییان اسلام در مصاحبه ای در سال ۱۳۹۱ در توضیح ترور حسنعلی منصور می‌گوید: «ترور حسنعلی منصور را دوستان موتلفه‌ای انجام دادند. فداییان اسلام در سال ۱۳۲۴ تشکیل شد و در سال ۱۳۳۴ با مرگ رهبرانش فعالیتش متوقف شد. از سال ۱۳۴۲ به بعد که روح الله خمینی به دلیل سیستماتیک کردن مبارزات دستور ائتلاف هیئت‌های مذهبی تهران با همدیگر را دادند، بخشی از اعضای باقی مانده فداییان اسلام وارد هیئت‌های موتلفه شدند و شاخه نظامی هیئت‌های موتلفه را تشکیل دادند. این شاخه نظامی بود که اقدام کرد برای کشتن حسنعلی منصور. همه روزنامه‌ها نوشتند که منصور با هفت‌تیر نواب صفوی کشته شد زیرا کسانی چون مهدی عراقی، هرندی و نیک‌نژاد که در قتل منصور دخالت مستقیم داشتند، کاملاً متاثر از تفکرات نواب بودند.»

## روابط حزب به حزب
حزب مؤتلفه اسلامی با احزابی در کشورهای دیگر از جمله با حزب کمونیست چین، حزب کمونیست کوبا حزب کارگران کره، حزب بعث سوریه کنگره ملی سودان و حزب ام - نو مالزی رابطه دارد. در سال ۱۳۹۷، این حزب به مناسبت میلاد کیم جونگ-اون دبیرکل حزب کارگران کره هدیه ای را برای این حزب ارسال کرد. پس از درگذشت فیدل کاسترو، دبیراول سابق حزب کمونیست کوبا، قائم دبیرکل حزب مؤتلفه با حضور در اقامتگاه سفیر کوبا دفتر یادبود او را امضا کرد. بادامچیان دبیرکل موتلفه گفته روابط آنها با حزب کمونیست چین به قدری نزدیک است که آنها در پاسخ به نامه او در دوران دنیاگیری کروناویروس، ۴۰ هزار ماسک فرستاده‌اند.

## در انتخابات ریاست‌ریاست‌جمهوری
| انتخابات   | نامزد                                                                        |
| ---------- | ---------------------------------------------------------------------------- |
| ۱۳۵۸       | جلال‌الدین فارسی                                                              |
| مرداد ۱۳۶۰ | محمدعلی رجایی (حمایت رسمی) سید علی‌اکبر پرورش و حبیب‌الله عسگراولادی (عضو حزب) |
| مهر ۱۳۶۰   | سید علی‌اکبر پرورش و حسن غفوری‌فرد                                             |
| ۱۳۶۴       | حبیب‌الله عسگراولادی                                                          |
| ۱۳۶۸       | اکبر هاشمی رفسنجانی                                                          |
| ۱۳۷۲       | احمد توکلی و عبدالله جاسبی                                                   |
| ۱۳۷۶       | علی‌اکبر ناطق نوری                                                            |
| ۱۳۸۰       | حسن غفوری‌فرد (عضو حزب)                                                       |
| ۱۳۸۴       | علی لاریجانی                                                                 |
| ۱۳۸۸       | محمود احمدی‌نژاد                                                              |
| ۱۳۹۲       | علی‌اکبر ولایتی                                                               |
| ۱۳۹۶       | سید ابراهیم رئیسی                                                            |
| ۱۴۰۰       | سید ابراهیم رئیسی                                                            |

این تشکل همواره در انتخابات ریاست‌جمهوری ایران نقش فعالی داشته‌است. البته در بیشتر موارد نامزدهای مورد حمایت مؤتلفه در انتخابات ریاست جمهوری شکست خورده‌اند.
در نخستین دوره، جلال‌الدین فارسی نامزد منتخب حزب بود. در دومین انتخابات، دو تن از اعضای حزب یعنی حبیب‌الله عسکراولادی و سید علی‌اکبر پرورش در انتخابات نامزد بودند، اما علی‌رغم این موضوع حزب رسماً از محمدعلی رجایی –نامزد حزب جمهوری اسلامی که در انتخابات پیروز شد– حمایت نمود.
این حزب در انتخابات ۱۳۷۶ از علی‌اکبر ناطق نوری حمایت کرد.
در انتخابات ۱۳۸۸ این حزب پس از حرف و حدیث‌های فراوان در بین اعضای خود، به این نتیجه رسید که از محمود احمدی‌نژاد حمایت کند و در بیانیه‌ای ۶ دلیل برای حمایت خود برشمرد. اما بلافاصله پس از انتصاب اسفندیار رحیم‌مشایی به سمت معاون اولی –که مخالف آن بود– به صف منتقدان دولت دهم پیوست.

در انتخابات ۱۳۹۲، این حزب ابتدا از یحیی آل‌ اسحاق حمایت کرد اما پس از انصراف او از نامزدی در انتخابات، حمایت خود را از علی‌اکبر ولایتی اعلام کرد. این حزب در انتخابات ریاست جمهوری سال ۱۳۹۶، ابتدا مصطفی میرسلیم را به عنوان نامزد حزب معرفی کرد ولی در آستانه برگزاری انتخابات از سید ابراهیم رئیسی حمایت کرد.